# El aventurero
El aventurero (en el original: L'avventuriero) es una película italiana de 1967, protagonizada por Anthony Quinn y dirigida por Terence Young. Está basada en la novela «El pirata» (The Rover) de Joseph Conrad. La banda sonora fue compuesta por  Ennio Morricone.

## Sinopsis
Este drama se sitúa en siglo XX, poco después de la Revolución francesa. Narra las hazañas de un antiguo pirata contrarrevolucionario que hace amistad con una ingenua joven aquejada de una enfermedad mental. Los sentimientos de amistad conducen al amor, y esto a su vez concluye en tragedia, cuando ella se enamora de un oficial de la marina francesa.